# Saltos ornamentais nos Jogos Olímpicos de Verão de 2024 - Plataforma 10 m sincronizado masculino
A competição da plataforma de 10 m sincronizado masculino dos saltos ornamentais nos Jogos Olímpicos de Verão de 2024 foi realizada em 29 de julho de 2024 no Centro Aquático, em Paris. Um total de 16 saltadores de oito Comitês Olímpicos Nacionais (CON) participaram do evento.

## Qualificação
As três melhores duplas do Campeonato Mundial de Esportes Aquáticos de 2023 ganharam uma vaga para seu respectivo CON. A França, como país anfitrião, também teve garantida uma vaga. As quatro vagas restantes foram para os melhores colocados do Campeonato Mundial de Esportes Aquáticos de 2024.

## Formato
A competição foi realizada em uma fase única, sendo que cada dupla realizou seis saltos. Deveria haver pelo menos um salto de cada um dos cinco grupos (para frente, de costas, revirado, ponta pé a lua e parafuso).

## Calendário
Horário local (UTC+2)
| Dia                 | Horário | Fase  |
| ------------------- | ------- | ----- |
| 29 de julho de 2024 | 11:00   | Final |

## Medalhistas
| Ouro   | CHN Yang Hao e Lian Junjie              |
| Prata  | GBR Tom Daley e Noah Williams           |
| Bronze | CAN Rylan Wiens e Nathan Zsombor-Murray |

## Resultados
Um total de oito duplas competiram, com as três melhores colocadas na final garantindo as medalhas.
| Pos.              | Saltadores                        | CON              | Final   | Final   | Final   | Final   | Final   | Final   | Final  |
| Pos.              | Saltadores                        | CON              | Salto 1 | Salto 2 | Salto 3 | Salto 4 | Salto 5 | Salto 6 | Pontos |
| ----------------- | --------------------------------- | ---------------- | ------- | ------- | ------- | ------- | ------- | ------- | ------ |
| Medalha de ouro   | Yang Hao Lian Junjie              | CHN China        | 56.40   | 57.60   | 85.44   | 95.88   | 91.80   | 103.23  | 490.35 |
| Medalha de prata  | Tom Daley Noah Williams           | GBR Grã-Bretanha | 53.40   | 51.60   | 83.52   | 93.96   | 87.72   | 93.24   | 463.44 |
| Medalha de bronze | Rylan Wiens Nathan Zsombor-Murray | CAN Canadá       | 53.40   | 51.60   | 78.72   | 83.52   | 75.48   | 79.68   | 422.13 |
| 4                 | Randal Willars Kevin Berlín       | MEX México       | 50.40   | 48.00   | 81.60   | 74.52   | 78.81   | 85.32   | 418.65 |
| 5                 | Kirill Boliukh Oleksiy Sereda     | UKR Ucrânia      | 48.60   | 48.60   | 76.80   | 76.80   | 74.37   | 87.48   | 412.65 |
| 6                 | Cassiel Rousseau Domonic Bedggood | AUS Austrália    | 51.00   | 48.60   | 76.80   | 72.96   | 64.38   | 81.00   | 394.74 |
| 7                 | Timo Barthel Jaden Eikermann      | GER Alemanha     | 49.80   | 47.40   | 74.88   | 66.33   | 61.20   | 64.80   | 364.41 |
| 8                 | Gary Hunt Loïs Szymczak           | FRA França       | 48.00   | 45.00   | 62.10   | 39.60   | 65.28   | 54.60   | 314.58 |